# 텐서
선형대수학에서 다중선형사상(multilinear map) 또는 텐서(tensor)는 선형 관계를 나타내는 다중선형대수학의 대상이다. 19세기에 카를 프리드리히 가우스가 곡면에 대한 미분 기하학을 만들면서 도입하였다. 기본적인 예는 내적과 선형 변환이 있으며 미분 기하학에서 자주 등장한다. 텐서는 기저를 선택하여 다차원 배열로 나타낼 수 있으며, 기저를 바꾸는 변환 법칙이 존재한다. 텐서 미적분학에서는 리치 표기법, 펜로즈 표기법, 지표 표기법, 비교적 단순한 문맥에서 사용하는 아인슈타인 표기법 등의 다양한 표기법을 사용하여 텐서를 구체적으로 나타낸다.

## 정의
벡터 공간 {\displaystyle V}와 그 쌍대 공간 {\displaystyle V^{*}}에 대하여 음이 아닌 정수 {\displaystyle m}, {\displaystyle n}마다 {\displaystyle (m,\ n)}형의 텐서는 벡터 공간
{\displaystyle T_{n}^{m}(V)=\underbrace {V\otimes \dots \otimes V} _{m}\otimes \underbrace {V^{*}\otimes \dots \otimes V^{*}} _{n}}
의 원소로 정의된다. 여기에서 텐서곱 {\displaystyle \otimes }은 외적의 일반화로 생각하여 대략
{\displaystyle {\begin{bmatrix}a_{1,1}&a_{1,2}\\a_{2,1}&a_{2,2}\\\end{bmatrix}}\otimes {\begin{bmatrix}b_{1,1}&b_{1,2}\\b_{2,1}&b_{2,2}\\\end{bmatrix}}={\begin{bmatrix}a_{1,1}{\begin{bmatrix}b_{1,1}&b_{1,2}\\b_{2,1}&b_{2,2}\\\end{bmatrix}}&a_{1,2}{\begin{bmatrix}b_{1,1}&b_{1,2}\\b_{2,1}&b_{2,2}\\\end{bmatrix}}\\&\\a_{2,1}{\begin{bmatrix}b_{1,1}&b_{1,2}\\b_{2,1}&b_{2,2}\\\end{bmatrix}}&a_{2,2}{\begin{bmatrix}b_{1,1}&b_{1,2}\\b_{2,1}&b_{2,2}\\\end{bmatrix}}\\\end{bmatrix}}={\begin{bmatrix}a_{1,1}b_{1,1}&a_{1,1}b_{1,2}&a_{1,2}b_{1,1}&a_{1,2}b_{1,2}\\a_{1,1}b_{2,1}&a_{1,1}b_{2,2}&a_{1,2}b_{2,1}&a_{1,2}b_{2,2}\\a_{2,1}b_{1,1}&a_{2,1}b_{1,2}&a_{2,2}b_{1,1}&a_{2,2}b_{1,2}\\a_{2,1}b_{2,1}&a_{2,1}b_{2,2}&a_{2,2}b_{2,1}&a_{2,2}b_{2,2}\\\end{bmatrix}}}
{\displaystyle A_{ij}\otimes B_{kl}=T_{ijkl}}
와 같은 연산이다.

### 주의
하나의 벡터 공간이 주어지면 그 쌍대 벡터 공간과 텐서곱 연산이 유일하게 정의된다. {\displaystyle (0,\ 0)}형의 텐서인 스칼라를 포함하여, 텐서곱을 반복하여 얻을 수 있는 벡터 공간들의 벡터를 단순히 텐서라고 한다. 따라서 모든 텐서는 어떤 벡터 공간의 스칼라 혹은 벡터이다.

## 텐서곱의 유일성

보편 성질을 가환 그림으로 나타낸 모습.

체 {\displaystyle F} 위의 벡터 공간 {\displaystyle V,\ W,\ V\otimes W}에 대하여 쌍선형 변환 {\displaystyle \varphi :V\times W\to V\otimes W}는 아래의 보편 성질을 갖는다:
임의의 벡터 공간 {\displaystyle Z}에 대하여 임의의 쌍선형 변환 {\displaystyle h:V\times W\to Z}은 선형 변환 {\displaystyle {\bar {h}}:V\otimes W\to Z}이 유일하게 존재하여 {\displaystyle h={\bar {h}}\circ \varphi }이다.
이 조건으로 텐서곱 {\displaystyle \otimes }이 유일하게 정의되며, 따라서 유한 차원 벡터 공간 {\displaystyle V}에 대하여 텐서의 벡터 공간은 다중선형 공간과 자연 동형이다:
{\displaystyle T_{n}^{m}(V)\cong L^{m+n}\left(\underbrace {V^{*}\times \dots \times V^{*}} _{m}\times \underbrace {V\times \dots \times V} _{n}\to F\right)}
여기에서 {\displaystyle V\cong V^{**}}이다.

## 변환 법칙

유사텐서인 3차원 레비치비타 기호를 다차원 배열로 나타낸 모습. 이는 (0, 3)형의 치환 텐서로 대체할 수 있고, 이를 통해 벡터곱도 (1, 2)형의 텐서처럼 다룰 수 있다.

아인슈타인 표기법을 사용하면 {\displaystyle (m,\ n)}형의 텐서는 기저 f = (e1, ..., ek)를 선택하여 {\displaystyle m+n}차원 배열
{\displaystyle T_{j_{1}\dots j_{n}}^{i_{1}\dots i_{m}}[\mathbf {f} ]}
와 같이 나타낼 수 있다. 다른 기저 {\displaystyle \mathbf {f} \cdot R=\left(\mathbf {e} _{i}R_{1}^{i},\dots ,\mathbf {e} _{i}R_{k}^{i}\right)}를 선택하면 기저 f에 의존하지 않는 변환 법칙
{\displaystyle T_{j'_{1}\dots j'_{n}}^{i'_{1}\dots i'_{m}}[\mathbf {f} \cdot R]=\left(R^{-1}\right)_{i_{1}}^{i'_{1}}\cdots \left(R^{-1}\right)_{i_{m}}^{i'_{m}}} {\displaystyle T_{j_{1},\ldots ,j_{n}}^{i_{1},\ldots ,i_{m}}[\mathbf {f} ]} {\displaystyle R_{j'_{1}}^{j_{1}}\cdots R_{j'_{n}}^{j_{n}}.}
을 적용할 수 있다. 여기에서 {\displaystyle m}을 이 텐서의 반변 계수(contravariant rank), {\displaystyle n}을 공변 계수(covariant rank)라 하며 {\displaystyle m+n}을 총 계수(total rank)라 한다.

### 주의
기저의 선택에 의존하는 행렬, 위치벡터, 유사텐서 등은 텐서의 표현 방식이며, 기저의 선택이 없으면 텐서가 아니다. 마찬가지로 위치벡터 또한 기저의 선택이 없으면 벡터가 아니기 때문에, 모든 벡터 공간의 스칼라 혹은 벡터가 어떤 텐서라는 사실은 변하지 않는다.

## 예
하나의 벡터 공간에서 얻을 수 있는 벡터 공간들의 원소를 아래와 같이 분류할 수 있다. 물리학과 공학 등에서는 각 점마다 텐서가 하나씩 붙어 있는 공간, 즉 텐서장을 텐서라고 부르기도 한다.
|   |   | n                         | n                              | n                                                                | n              | n | n                                        | n |
| 0 | 1 | 2                         | 3                              | ⋯                                                                | p              | ⋯ |                                          |   |
| - | - | ------------------------- | ------------------------------ | ---------------------------------------------------------------- | -------------- | - | ---------------------------------------- | - |
| m | 0 | 스칼라 (예 : 스칼라 곡률) | 기울기                         | 쌍선형 형식 (예 : 스칼라곱, 계량 텐서), 리치 곡률, 심플렉틱 형식 |                |   | p-형식 (예 : 부피 형식), 2p중극자 모멘트 |   |
| m | 1 | 벡터 (예 : 1-벡터)        | 선형 변환 (예 : 크로네커 델타) |                                                                  | 리만 곡률 텐서 |   |                                          |   |
| m | 2 | 푸아송 구조               |                                | 탄성 텐서                                                        |                |   |                                          |   |
| m | ⋮ |                           |                                |                                                                  |                |   |                                          |   |
| m | q | q-벡터                    |                                |                                                                  |                |   |                                          |   |
| m | ⋮ |                           |                                |                                                                  |                |   |                                          |   |